# Джеффс, Рулон
Ру́лон Ти́мпсон Джеффс (англ. Rulon Timpson Jeffs; 6 декабря 1909, Солт-Лейк-Сити — 8 сентября 2002, Сент-Джордж) — президент Фундаменталистской Церкви Иисуса Христа Святых Последних Дней с 1986 по 2002 год.

## Биография
Рулон родился в семье первого поколения фундаменталистов, Дэвида Уильяма Уорда Джеффса и одной из его жён, Нетти Леоноры Тимпсон. Джеффс-старший держал свой образ жизни в секрете, потому первые десять лет жизни Рулон провёл под псевдонимом Рулон Дженнингс. Рулон воспитывался в рамках Святых последних дней; отец не знакомил его с фундаменталистским учением вплоть до 25 сентября 1938 года, когда на ужине в честь дня рождения Джеффса-старшего тот подарил сыну экземпляр журнала Джозефа Массера «Truth». Рулон влился в сообщество фундаменталистов после встречи с Массером и Джоном Барлоу. В 1940 году он тайно взял вторую жену, из-за чего его первая жена, Зола (дочь Хью Брауна, Апостола Церкви Святых последних дней, и правнучка Бригама Янга), развелась с ним.
Весной 1945 года Джеффс, который работал в северной части штата Айдахо с 1943 года, вернулся в Солт-Лейк-Сити, где он был рукоположен Джоном Барлоу 19 апреля. Джеффс был протеже как Барлоу, так и сменившего его впоследствии главы «Совета священства», Лероя Джонсона, который сравнивал их отношения с отношениями Бригама Янга и Хибера Кимбалла. Джеффс взял на себя руководство группой после смерти Джонсона в 1986 году.

## Семья
Сообщалось, что на момент смерти Джеффса у него имелось 75 жён и 65 детей; другие источники указывают, что в этот период у Джеффса было 19 или 20 жён и «около 60 детей», в том числе 33 сына. Согласно Джону Кракауэру и его книге «Под знаменем небес», в момент вступления в брак некоторые из жён Джеффса были несовершеннолетними (в возрасте 14 и 15). Вскоре после смерти Рулона, один из его сыновей, Уоррен, возглавил церковь и впоследствии женился на всех, кроме двух вдов своего отца, что сделало его отчимом многим из его братьев и сестер и укрепило его позиции в обществе.